# Tsanko Arnaudov
Tsanko Rosenov Arnaudov (* 14. März 1992 in Goze Deltschew) ist ein portugiesischer Kugelstoßer bulgarischer Herkunft. Aktuell ist er Inhaber des portugiesischen Landesrekordes und gewann 2016 eine Bronzemedaille bei den Europameisterschaften in Amsterdam.

## Sportliche Laufbahn
Erste internationale Erfahrungen sammelte Tsanko Arnaudov 2011 bei den Junioreneuropameisterschaften in Tallinn, bei denen er mit einer Weite von 17,66 m in der Qualifikation ausschied. Auch zwei Jahre später schied er bei den U23-Europameisterschaften in Tampere mit 17,14 m in der Vorrunde aus. 2014 belegte er bei den U23-Mittelmeermeisterschaften in Aubagne mit 17,81 m den fünften Platz und 2015 nahm er erstmals an den Weltmeisterschaften in Peking teil, erreichte aber auch dort mit 18,85 m nicht das Finale. 2016 gewann Arnaudov bei den Europameisterschaften in Amsterdam mit 20,59 m die Bronzemedaille hinter dem Deutschen David Storl und Michał Haratyk aus Polen. Damit qualifizierte er sich auch für die Olympischen Spiele in Rio de Janeiro, bei denen er mit 18,88 m nicht bis in das Finale gelangte.
2017 wurde er bei den Halleneuropameisterschaften in Belgrad mit 21,08 m Vierter und bei den Weltmeisterschaften in London schied er mit 20,08 m in der Qualifikation aus. Im Jahr darauf erreichte er bei den Hallenweltmeisterschaften in Birmingham mit 19,93 m den zwölften Rang und gelangte bei den Europameisterschaften in Berlin mit 19,26 m in der Qualifikation aus, wie auch bei den Halleneuropameisterschaften 2019 in Glasgow mit 20,33 m auf den neunten Platz. Anschließend gewann er bei den Ibero-Amerikanischen Meisterschaften in Trujillo mit 19,34 m die Silbermedaille hinter dem Brasilianer Darlan Romani. 2019 schied er bei den Halleneuropameisterschaften in Glasgow mit 19,86 m in der Qualifikation aus. 2021 siegte er mit 20,25 m beim Meeting Jaén Paraíso Interior sowie anschließend mit 20,02 m bei der Venizelia. Im Jahr darauf gewann er bei den Ibero-Amerikanischen Meisterschaften in La Nucia mit 20,43 m die Bronzemedaille hinter den Brasilianern Darlan Romani und Welington Morais und Ende Juni wurde er bei den Mittelmeerspielen in Oran mit 20,13 m Fünfter. Anschließend startete er bei den Weltmeisterschaften in Eugene teil und verpasste dort mit 19,93 m den Finaleinzug. Im August schied er bei den Europameisterschaften in München mit 19,42 m ebenfalls in der Vorrunde aus.
2023 startete er bei den Weltmeisterschaften in Budapest und schied dort mit 19,17 m in der Qualifikationsrunde aus. Im Jahr darauf belegte er bei den Ibero-Amerikanischen Meisterschaften in Cuiabá mit 19,82 m den fünften Platz. Anschließend verpasste er bei den Europameisterschaften in Rom mit 19,42 m den Finaleinzug und auch bei den Olympischen Sommerspielen in Paris schied er mit 20,31 m in der Vorrunde aus. 2025 verpasste er bei den Halleneuropameisterschaften in Apeldoorn mit 19,77 m den Finaleinzug.
In den Jahren von 2015 bis 2020 sowie von 2022 bis 2024 wurde Arnaudov portugiesischer Meister im Kugelstoßen im Freien sowie von 2015 bis 2018 und 2022, 2024 und 2025 auch in der Halle.